# Paul Josef Nardini
Paul Josef Nardini (* 25. Juli 1821 in Germersheim; † 27. Januar 1862 in Pirmasens) war Priester, Gründer des Ordens der Mallersdorfer Schwestern und Sozialreformer. Er wurde am 22. Oktober 2006 seliggesprochen.

## Leben

### Kindheit, Jugend und Ausbildung

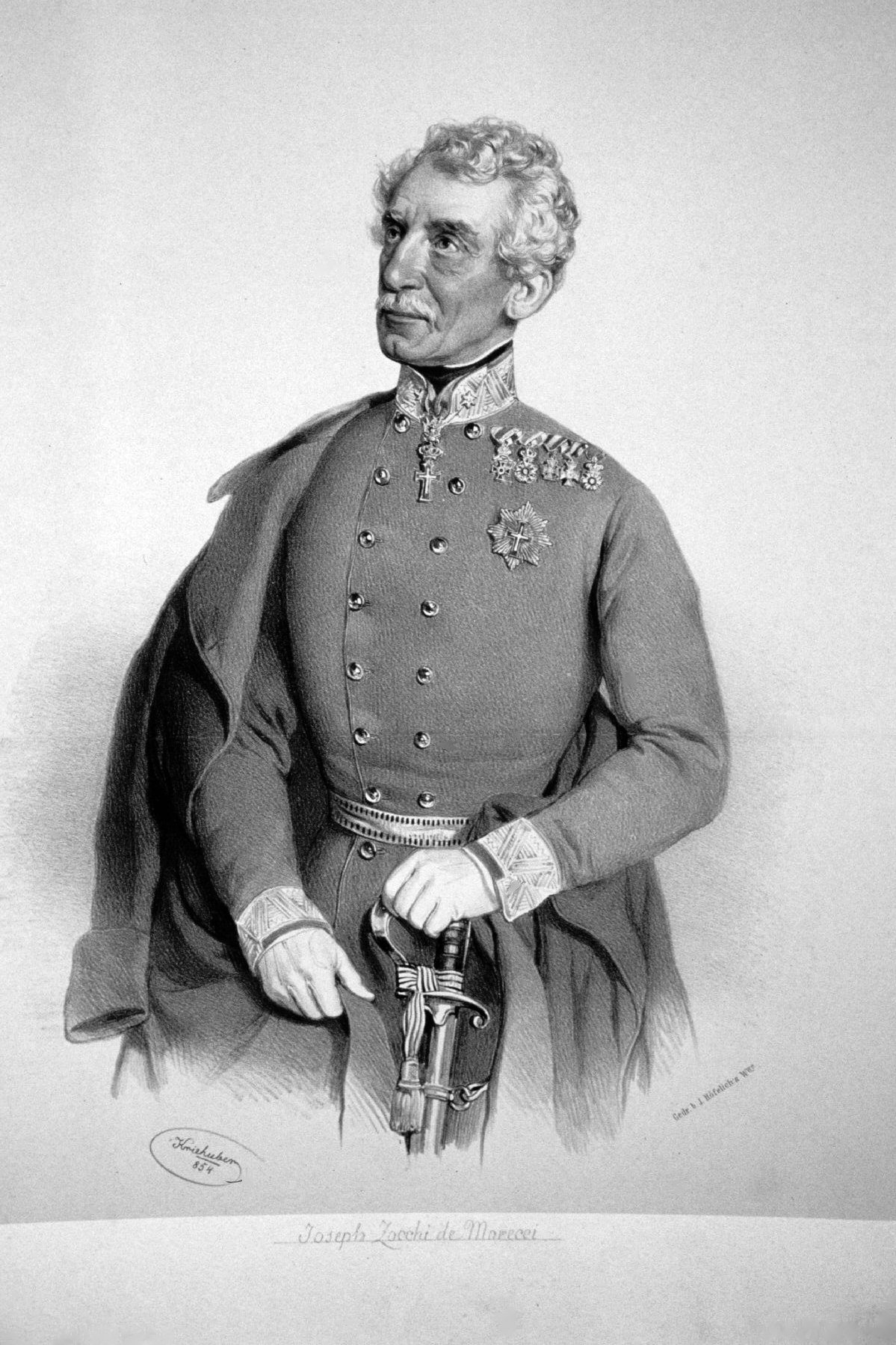
Der mutmaßliche Vater, General Joseph Zocchi von Morecci

Nardini wurde als uneheliches Kind unter dem Namen Lichtenberger in Germersheim am Rhein geboren und wuchs seit 1823 in der Familie einer Großtante auf. Er erhielt den Namen „Nardini“ von seinem Pflegevater. Der natürliche Vater war gemäß den vorhandenen Quellen ein österreichischer Offizier des Germersheimer Festungsbaues. Laut Prälat Norbert Weis, Postulator in Nardinis Seligsprechungsprozess, sei es mit hoher Wahrscheinlichkeit Joseph Zocchi von Morecci gewesen, an den offenbar auch der zweite Kindsname Josef erinnert. Nach dem Besuch der Volksschule sollte Paul Josef Nardini das Schusterhandwerk erlernen, doch wegen seiner besonderen Begabung durfte er 1834 die Lateinschule in Germersheim besuchen. 1838 wechselte er auf das Gymnasium in Speyer und wurde 1840 in das neu eröffnete Bischöfliche Konvikt aufgenommen.
Nach dem Abitur 1841 und philosophischen Studien in Speyer ging Nardini zum Studium der Theologie nach München, wo er am 25. Juli 1846 mit Auszeichnung zum Dr. theol. promovierte.
Am 22. August 1846 empfing er im Dom zu Speyer durch Bischof Nikolaus von Weis die Priesterweihe und wurde zwei Tage später zum Stadtkaplan von Frankenthal ernannt. Am 1. Dezember desselben Jahres wurde Nardini Präfekt im bischöflichen Konvikt. Er wollte jedoch in der Pfarrseelsorge wirken, weshalb er am 11. April 1850 als Pfarrverweser nach Geinsheim wechselte.

### Pfarrverweser in Geinsheim

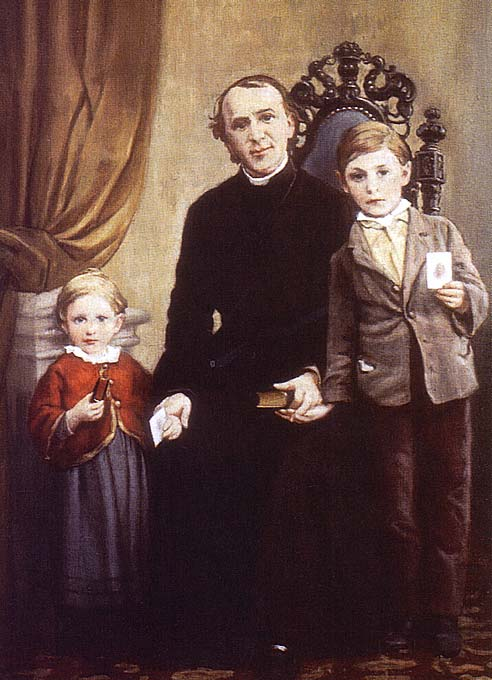
Nardini mit zwei Kindern. Ein Druck dieses Bildes hängt im alten Chor der [http://www.pfarreienverband-geinsh-lsp-duttw.de/ Pfarrkirche in Geinsheim

Die Seelsorgearbeit in Geinsheim war nicht leicht. „Nur einer gewissenhaften, umsichtigen Seelsorge, einem rastlosen Eifer und einer vollen männlichen Geistes- und Leibeskraft“ könne es gelingen, die Pfarrei „nach Jahren in einen annehmbaren Zustand zu erheben.“, schrieb Nardini ans Ordinariat.
Der 29-jährige Nardini ging voller Begeisterung und mit großem Einsatz ans Werk. Bald schon zeigten sich die ersten Früchte in seiner priesterlichen Tätigkeit. In einem Brief an den Bischof bemerkten die Katholiken von Geinsheim, dass sie Nardini als „einen guten Hirten erkannt“ hätten. Sie erklärten: „Unsere Männer sind ganz umgewandelt, unsere Kinder sind neu geboren, wir alle haben jetzt das rechte Licht erhalten. Keiner in Geinsheim, auch wenn er noch so hochbetagt“ sei, habe je „solche Worte des heiligen Evangeliums gehört als in diesem dreiviertel Jahr von ... Pfarrer Dr. Nardini.“
Die Begeisterung ging sogar so weit, dass im Jahr 1851, als er nach Pirmasens versetzt wurde, rund 250 Geinsheimer Frauen ein Gesuch unterzeichneten, in dem sie den Speyerer Bischof baten, „dass er ihren bisherigen segensreichen Seelsorger (sc. Pfr. Nardini) als Pfarrer schenken möge und so die Gnade des Himmels und der Erde vollkommen mache.“ Diese Bitte wurde allerdings nicht erfüllt.

### Pfarrer in Pirmasens: Vater der Armen
Am 8. Mai 1851 wurde Nardini zum Pfarrer von Pirmasens, einer 1800 Seelen zählenden Diasporagemeinde, ernannt. Als der junge Priester, der selbst aus ärmlichen Verhältnissen stammte, nach Pirmasens kam, herrschte in der westpfälzischen Stadt große soziale Not. Armut und Hunger trieben viele Bewohner zum Hausieren und Betteln, die Kinder verwahrlosten. Die in Heimarbeit hergestellten Schuhe wurden von den Frauen auf Messen und Jahrmärkten verkauft, während niemand sich um die Alten, Kranken und Kinder in den Familien kümmerte. Nardini sammelte junge Frauen um sich, die sich sozial engagieren wollten. Mit großem Eifer und gegen unzählige Widerstände (sowohl aus der politischen Gemeinde als auch von den Christen in Pirmasens) setzte er alles daran, die prekäre Situation zu verbessern. Dem Bayrischen Staat missfiel es, dass Nardini sich der Armenpflege annahm, die eigentlich Sache des Staates war.

### Ordensgründer
Um der Not in Pirmasens zu begegnen, errichtete Nardini gegen große Widerstände eine Niederlassung der Niederbronner Schwestern aus dem Elsass. Die zwei Schwestern galten jedoch als Ausländerinnen. Als nach nur zwei Jahren mit ihrer Ausweisung gedroht wurde, fasste er den Entschluss, eine neue Schwesterngemeinschaft zu gründen. Er löste die Niederlassung der Niederbronner Schwestern auf und gründete am 2. März 1855 eine Schwesterngemeinschaft, die er Arme Franziskanerinnen von der hl. Familie nannte. Dazu betraute er zwei Frauen, die er aus seiner Zeit als Pfarrer in Geinsheim kannte, mit der Armen-, Kranken- und Kinderpflege in Pirmasens: Barbara Schwarz aus Geinsheim und Juliane Michel aus Deidesheim. Noch im März kamen drei Frauen dazu. Am 1. Mai zogen bereits zehn Schwestern mit 30 armen Kindern in ein neues Heim. Im August waren es schon 16 Schwestern. Er schrieb an seinen Bischof: „Ich habe die schlagendsten Beweise, dass der Allmächtige auch diesem weiblichen Zweige des Franziskanerordens seinen Schutz hat angedeihen lassen.“
Bereits 1856 konnten von Pirmasens aus die ersten Schwestern in andere pfälzische Orte geschickt werden. Ihre Aufgabe lag in der Armen- und Krankenpflege und in der Erziehung verwahrloster Kinder. Doch der bayerische Staat und der Speyerer Bischof Nikolaus von Weis, der sich übergangen fühlte, versagten Nardinis Werk zunächst die Anerkennung. Erst am 10. März 1857 erteilte der Bischof seine Zustimmung.
Mitten in seinen Bemühungen um die staatliche Genehmigung seiner Kongregation erkrankte Nardini zu Beginn des Jahres 1862 an einer Lungenentzündung, die er sich bei einem Krankenbesuch zugezogen hatte, und starb am 27. Januar im Alter von nur 40 ½ Jahren. Er fand seine letzte Ruhestätte in der Kapelle des Nardinihauses in Pirmasens. Die junge Schwesterngemeinschaft zählte damals 220 Schwestern. Das Grab Paul Josef Nardinis kann in der Kapelle des Nardinihauses in Pirmasens, der Gründungsstätte des Ordens, besucht werden. Dort haben die Schwestern auch eine Gedenkstätte mit einer Dauerausstellung über Leben und Werk des Sozialapostels eingerichtet.
Das Lebenswerk Nardinis entwickelte sich in den folgenden Jahrzehnten stetig weiter. 1869 wurde das Mutterhaus von Pirmasens in die ehemalige Benediktinerabtei Mallersdorf (Niederbayern) verlegt. Die Arme Franziskanerinnen von der Heiligen Familie, auch Mallersdorfer Schwestern, genannte Gemeinschaft, ist noch heute in der Kranken- und Armenpflege sowie in der Erziehungsarbeit tätig. Dem Schwesternorden gehören rund 1200 Ordensfrauen an. Sie wirken nicht nur in Deutschland, sondern auch in Rumänien und Südafrika. In der Diözese Speyer gibt es 13 Niederlassungen mit 155 Schwestern.

## Seligsprechung

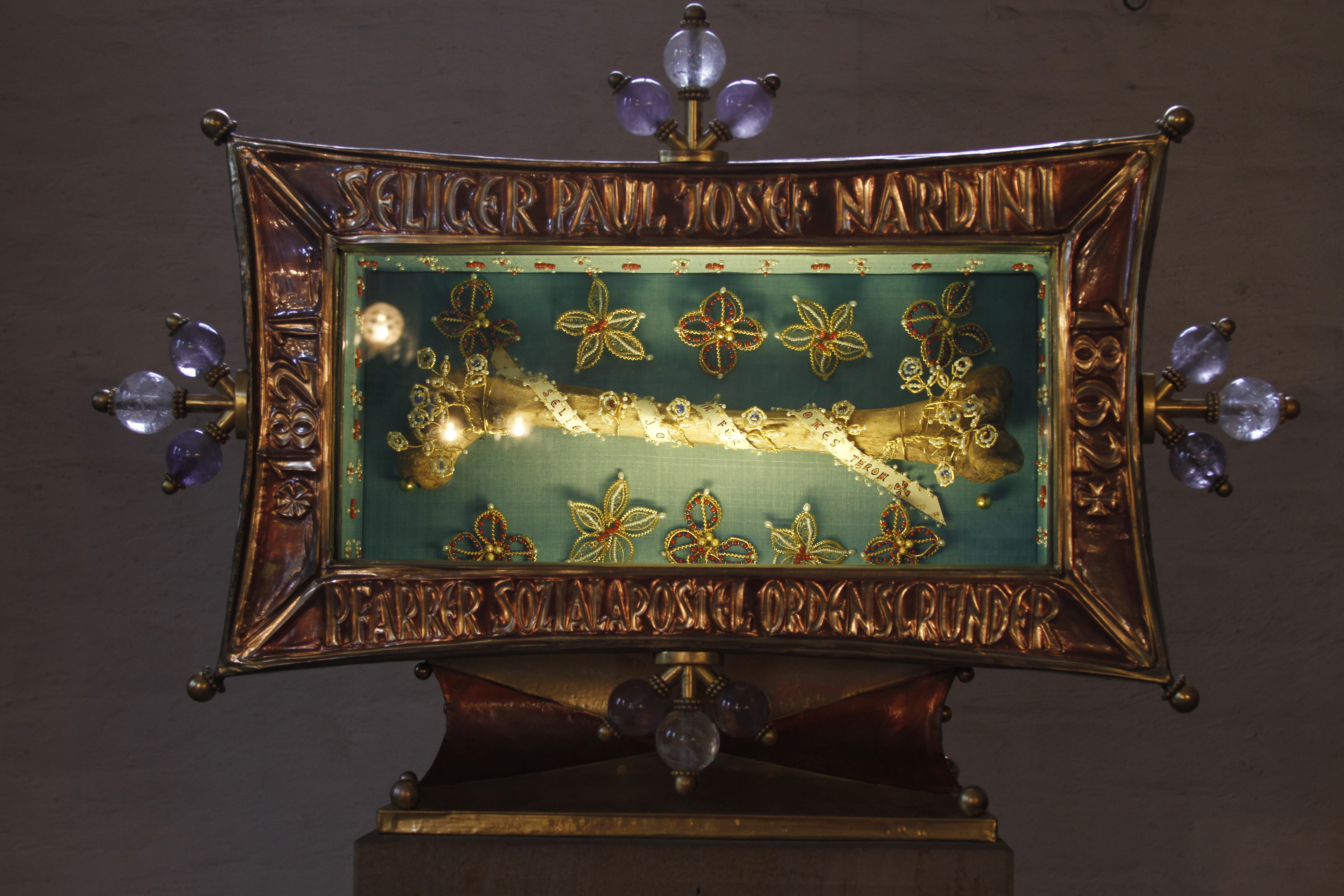
Nardini-Reliquie im Dom zu Speyer

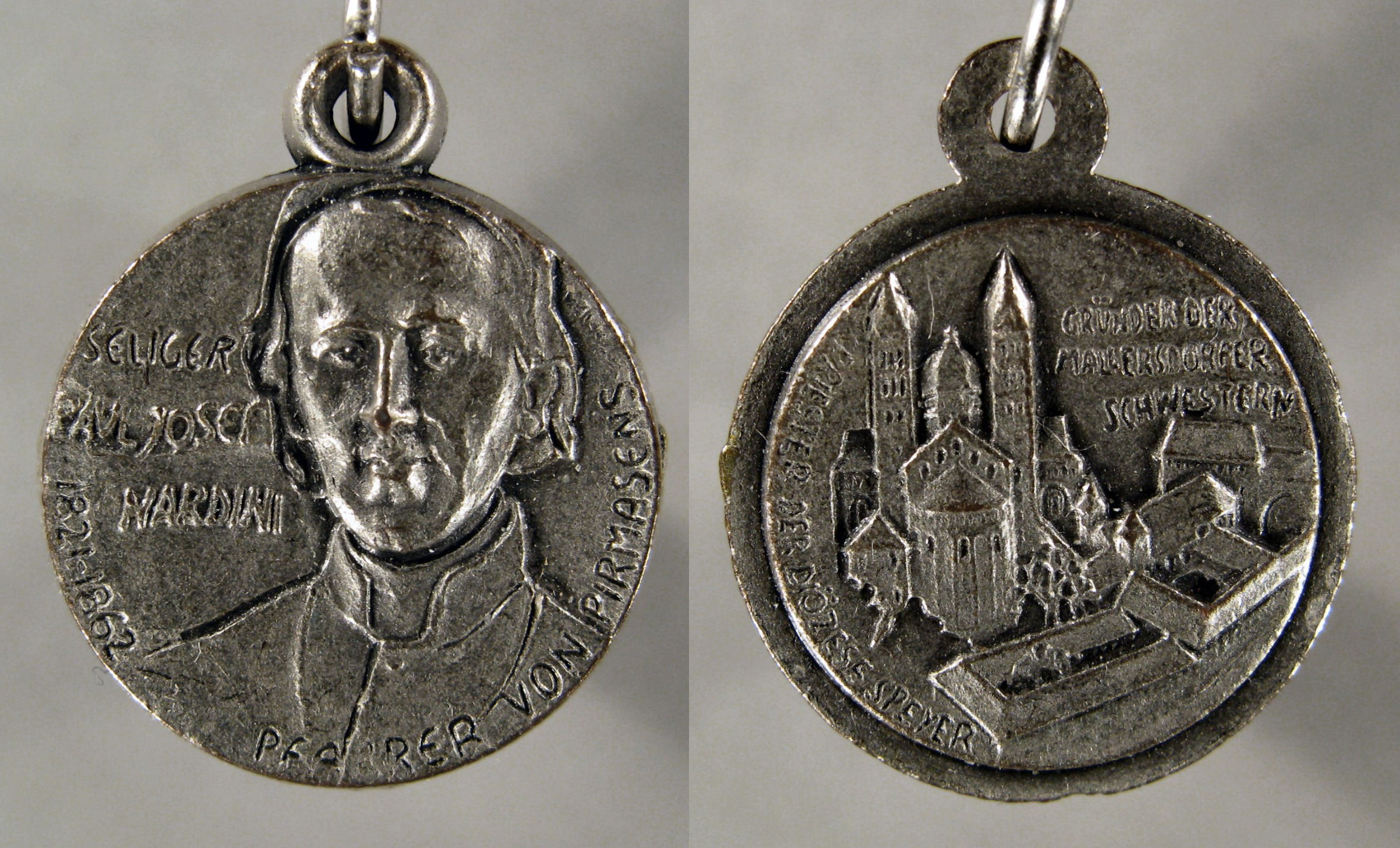
Nardini-Gedenkmedaille, Ausgabe anlässlich der Seligsprechung von Paul Josef Nardini, Metall, Durchmesser 17 mm

Das Verfahren zur Seligsprechung Nardinis wurde auf Bitte des von ihm gegründeten Ordens 1990 vom Speyerer Bischof Anton Schlembach eröffnet. Postulator des Bistums war Domkapitular Norbert Weis. 1999 wurde die erste Phase des Verfahrens auf der Ebene der Diözese abgeschlossen und die Causa nach Rom weitergeleitet. Papst Benedikt XVI. unterzeichnete am 19. Dezember 2005 das Dekret über den heroischen Tugendgrad Nardinis und schloss – nach der Anerkennung der nach dem Urteil der medizinischen Kommission der Kongregation medizinisch nicht erklärbaren Heilung von Schwester Stephana als Wunder durch die Kongregation für die Selig- und Heiligsprechungen mit Dekret vom 26. Juni 2006 – das Verfahren ab.
Der Feier der Seligsprechung am 22. Oktober 2006 im Speyerer Dom stand im Auftrag des Papstes Friedrich Kardinal Wetter, der Erzbischof von München und Freising und ehemalige Bischof von Speyer, vor. Die musikalische Begleitung erfolgte unter Teilnahme des Kirchenchores St. Jakobus Germersheim unter der Leitung von Sabine Nebel. Außer den 2000 Gottesdienstteilnehmern im Dom, darunter sowohl politische Prominenz als auch etwa 600 Mallersdorfer Schwestern, nahmen weitere geschätzte 6000 Personen über eine Großbildleinwand im Domhof an der Feier teil. Anschließend wurde zur Feier des Tages – entsprechend altem Speyerer Brauch – aus dem großen steinernen „Domnapf“ vor der Kathedrale Wein ausgeschenkt. Im Speyerer Dom wird eine Reliquie des Seligen aufbewahrt.
Paul Josef Nardini ist der erste Pfälzer, der vom Papst seliggesprochen wurde. Sein Gedenktag ist der 27. Januar.